# Кажец (остановочный пункт)
Кажец (пол. Karzec) — остановочный пункт железной дороги (платформа) в деревне Кажец в гмине Кробя, в Великопольском воеводстве Польши. Бывшая товарно-пассажирская станция. Имеет 2 платформы и 2 пути.
Остановочный пункт на железнодорожной линии Лодзь-Калиская — Форст, построен в 1888 году, когда эта территория была в составе Германской империи. Бывшие здание вокзала актуально не исполняет этой функции.